# Дузи
Дузи (фр. Douzy) насеље је и општина у североисточној Француској у региону Шампањ-Арден, у департману Ардени која припада префектури Седан.
По подацима из 2011. године у општини је живело 1841 становника, а густина насељености је износила 144,28 становника/km². Општина се простире на површини од 12,76 km². Налази се на средњој надморској висини од 161 метар.

## Демографија
| 1962. | 1968. | 1975. | 1982. | 1990. | 1999. | 2011. |
| ----- | ----- | ----- | ----- | ----- | ----- | ----- |
| 1.125 | 1.346 | 1.475 | 1.583 | 1.518 | 1.513 | 1.841 |

График промене броја становника у току последњих година